# Zborovy
Zborovy är en ort i Tjeckien.   Den ligger i regionen Plzeň, i den västra delen av landet, 100 km sydväst om huvudstaden Prag. Zborovy ligger 580 meter över havet och antalet invånare är 139.
Terrängen runt Zborovy är platt österut, men västerut är den kuperad. Runt Zborovy är det ganska glesbefolkat, med 24 invånare per kvadratkilometer. Närmaste större samhälle är Klatovy, 16,0 km väster om Zborovy. Omgivningarna runt Zborovy är en mosaik av jordbruksmark och naturlig växtlighet.